# Wang Xiang (Wang Tan)

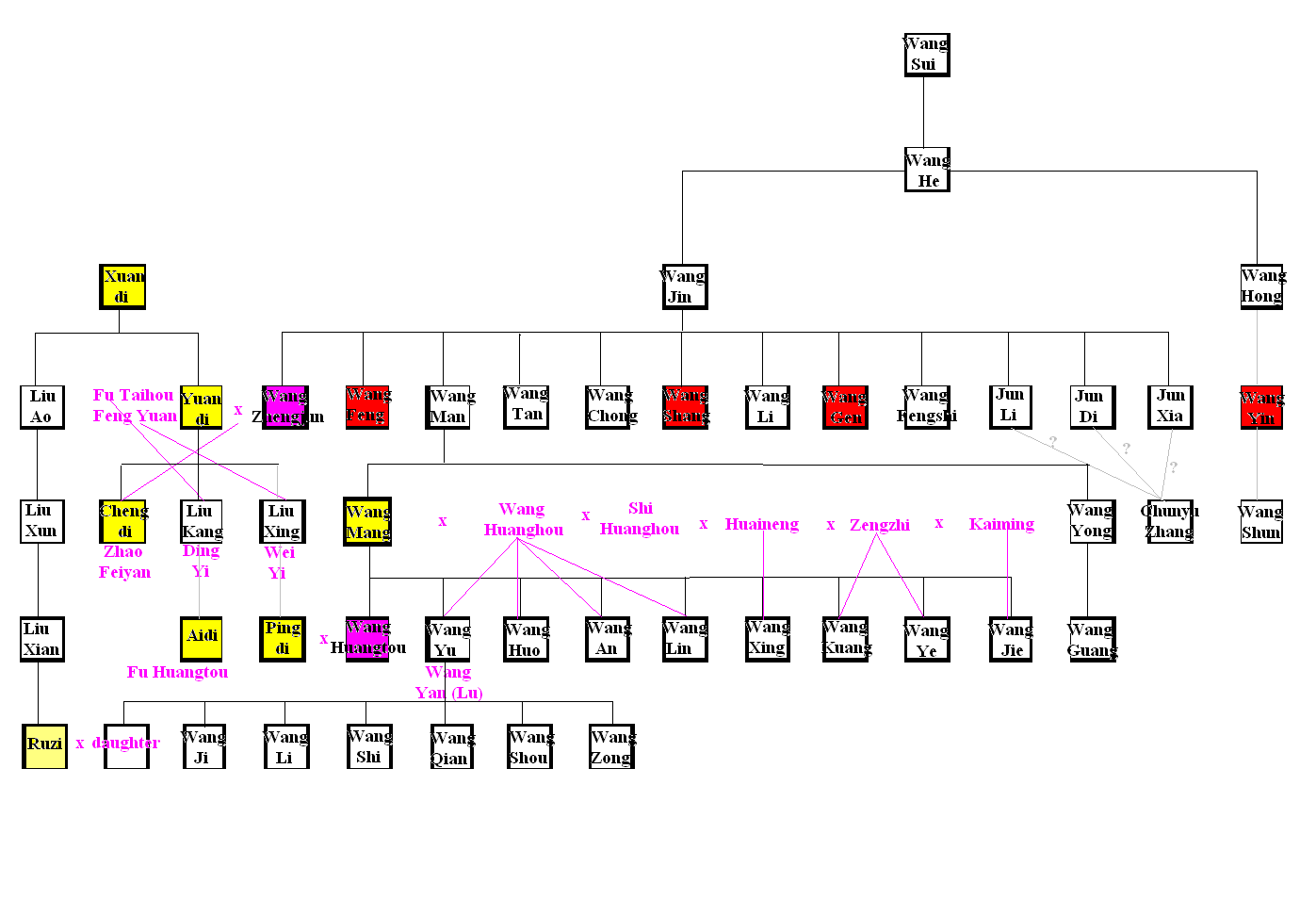
Stamboom van de familie Wang

Wang Xiang (†23 na Chr.) was een provinciaal gouverneur onder zijn neef, de Chinese keizer Wang Mang. Hij was een zoon van Wang Tan, die weer een jongere halfbroer van keizerin-weduwe Wang Zhengjun was. Wang Xiang behoorde zo, net als zijn drie (half)broers Wang Quji, Wang Hong, en Wang Ren tot de familie die aan het einde van de Westelijke Han-dynastie en onder de Xin-dynastie de feitelijke politieke macht bezat.
Wang Xiang werd door Wang Mang benoemd tot gouverneur (zuzheng, 卒正, ook wel dayin, 大尹) van de commanderie Anding en behield die positie tot 23. Al die tijd wist hij opstanden buiten zijn gebied te houden, maar na de nederlaag van Wang Mang tijdens de Slag bij Kunyang in juli 23 werd hij door opstandelingen onder leiding van de broers Wei Cui (隗崔) en Wei Yi (隗義) gedood.
In juan 99 van Hanshu wordt hij Wang Xun (王旬) genoemd, in juan 39 van de 'Doorlopende spiegel tot hulp bij het bestuur (資治通鑒, Zizhi Tongjian) Wang Xiang.